# Dansville (Livingston County, New York)
Dansville ist ein als Village klassifiziertes Dorf im Livingston County des US-Bundesstaates New York in den Vereinigten Staaten von Amerika. Der Ort befindet sich auf dem Gebiet der Town North Dansville, während die Town Dansville mit dem Weiler South Dansville wenige Kilometer südlich im Steuben County liegt.

## Geographie
Dansville liegt in einem durch Gletscher geformten Tal, das Richtung Nordwesten sanft zum etwa 20 km entfernten Genesee River abfällt. Das Tal ist landwirtschaftlich geprägt.

## Geschichte
Ab 1795 siedelten europäische Einwanderer bzw. deren Nachfahren im damals dicht bewaldeten Gebiet des heutigen Dansville. Daniel P. Faulkner aus einer im 17. Jahrhundert von Sachsen nach Nordamerika ausgewanderten Familie gründete dort im selben Jahr einen Laden und ein Sägewerk. Der 1796 zum ersten Mal offiziell erwähnte Name Dansville wird auf ihn zurückgeführt.
Bei seiner Gründung lag das Dorf vollständig im Steuben County, das eine Town Dansville als Verwaltungseinheit gründete. 1822 wurde der nordwestlichste Teil des Steuben Countys einschließlich des Dorfs Danville jedoch dem im Vorjahr gegründeten Livingston County zugeschlagen. Dort lag das Dorf Dansville zunächst in der Town Sparta, ehe 1846 die Town North Dansville gegründet wurde.
Ab 1841 war Dansville der Endpunkt eines Zweigkanals des Genesee Valley Canals, wodurch ein sprunghaftes Wachstum des Orts ausgelöst wurde. Innerhalb von fünf Jahren verdoppelte sich die Einwohnerzahl auf etwa 4000 Einwohner. Wirtschaftliche Bedeutung erlangten neben der Landwirtschaft vor allem Sägewerke und Papierfabriken. Mit Fertigstellung der einige Kilometer südlich an Dansville vorbeiführenden Erie Railroad zwischen dem Hudson Valley und Dunkirk am Eriesee im Jahr 1851 sowie einer Erie Railroad-Zweigstrecke von Hornell nach Buffalo gewannen Nachbarorte von Dansville jedoch deutlich an wirtschaftlicher Attraktivität. Einen eigenen Bahnanschluss erhielt Dansville im Dezember 1871 über die Erie and Genesee Valley Railroad, die eine Stichstrecke aus Mount Morris errichtete. Von 1882 bis 1963 tangierte ferner die Hauptstrecke Binghampton–Buffalo der Delaware, Lackawanna and Western Railroad das Gebiet, allerdings deutlich höher und außerhalb des Kernorts. Der Kanal wurde um 1878 aufgegeben.

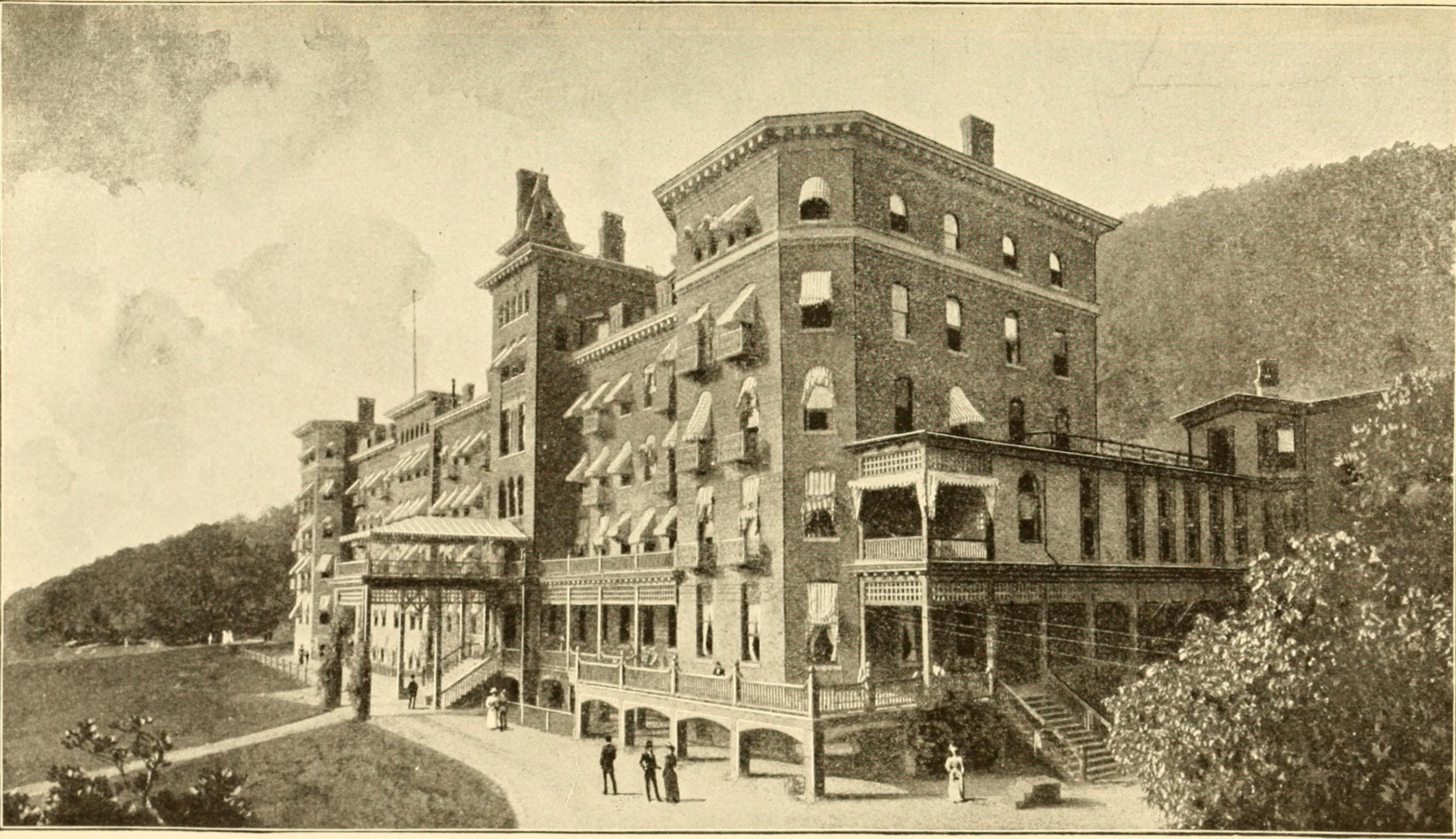
Sanatorium Our Home on the Hillside im Jahr 1897

Ab 1852 wurde eine Quelle am East Hill als Heilbad genutzt. Ein zunächst Our Home on the Hillside genanntes Sanatorium bestand ab 1858 und wurde 1883 nach einem Brand als Jackson Sanatorium neu errichtet. Ab 1929 wurde es als Hotel betrieben (Castle on the Hill), ehe der Komplex 1971 geschlossen wurde.
Clara Barton hatte von 1876 bis 1886 ihren Wohnsitz in Dansville, nachdem sie den Ort bereits 1873 zur Kur besucht hatte. Am 22. August 1881 gründete sie dort die landesweit erste lokale Geschäftsstelle des Amerikanischen Roten Kreuzes.
Die Power Speciality Company der Familie Foster betrieb ab 1900 eine Maschinenfabrik in Dansville bzw. dem benachbarten Weiler Cumminsville, die in den folgenden Jahrzehnten sukzessive erweitert wurde und 1927 in den Foster-Wheeler-Konzern übertragen wurde. Das Foster Wheeler-Werk, in dem u. a. Dampfkessel hergestellt wurden, war zwischen den 1920er- und 1980er-Jahren mit mehreren hundert Mitarbeitern der größte einzelne Arbeitgeber in Dansville. Das Werk wurde im März 2003 geschlossen.

## Infrastruktur
Interstate 390 Rochester–Avoca (I 86) führt durch das Ortsgebiet von Dansville.
Auf den Gleisen der früheren Erie and Genesee Valley Railroad, später Dansville and Mount Morris Railroad, wird im Ortsgebiet von Dansville heute durch die Rochester and Southern Railroad Schienengüterverkehr angeboten.
Nördlich des Orts liegt der General Aviation-Flughafen Dansville Municipal Airport, der seit 1981 jährlicher Austragungsort der offiziellen Montgolfiade des Bundesstaats New York ist.

## Söhne und Töchter des Orts
- Dennis Walter Hickey (1914–1999), Weihbischof von Rochester
- Randolph Strickland (1823–1880), Politiker im US-Repräsentantenhaus
- Edwin F. Sweet (1847–1935), Politiker im US-Repräsentantenhaus